# Anta de Foz do Rio Frio
L'Anta de Foz do Rio Frio, ou Anta de Casa dos Mouros, est un dolmen situé dans la freguesia de Ortiga (pt), sur le territoire de la municipalité de Mação (district de Santarém, Portugal),. 
Le mot anta est l'équivalent portugais d'« ante » (pilier terminal d'un temple grec ou romain), mais il est aussi employé pour désigner les pierres d'un dolmen ou le dolmen lui-même. Environ 5 000 structures mégalithiques de ce type ont été construites au Néolithique dans l'ouest de la péninsule Ibérique par les successeurs de la culture de la céramique cardiale ou Cardial.
Il est classé Bien d'intérêt municipal depuis 1977.

## Description
Ce monument mégalithique a été identifié au début des 1970, et fouillé en 1982, par Maria Amélia Horta Pereira et Thomas Hubner. il a bénéficié d'une consolidation nécessaire avec des matériaux locaux.
Il possède une chambre funéraire polygonale d'un diamètre de près de 3 m, formée de 11 orthostates de granite dont le plus grand mesure environ 3 m de haut. Son couloir d'accès, orienté à l'est, mesure environ 3,50 m de long et un 1 m de large et est constitué de cinq orthostates enfoncés verticalement sur les côtés. Les dalles de recouvrement ont totalement disparues. Le dolmen était à l'origine recouvert d'un monticule (tumulus) entièrement constitué d'un anneau de confinement en matériau pierreux protégé par de la craie, relativement abondante dans les environs.
Les fouilles entreprises sous ce même tumulus, ainsi que dans la zone d'entrée de la tombe, montrent la présence d'une dalle d'ardoise, cependant dépourvue de tout élément décoratif. La datation au carbone 14 des différents artéfacts (fragments de céramique, pointes de flèches à base convexe, présence de microlithes), a permis de placer cet édifice dans la période de transition du Néolithique moyen au Néolithique final, en ce qui concerne l'époque de sa construction. Les matériaux trouvés ont été déposés au Musée Municipal Dr. João Calado Rodrigues.